# Tính chất hóa học
Tính chất hóa học hay đặc tính hóa học, thuộc tính hóa học là bất kỳ đặc tính nào của vật liệu trở nên rõ ràng trong hoặc sau một phản ứng hóa học; nghĩa là, bất kỳ thuộc tính nào chỉ có thể được xác lập bằng cách thay đổi nhận dạng hóa học của một chất. Nói một cách đơn giản, các đặc tính hóa học không thể được xác định chỉ bằng cách xem hoặc chạm vào chất đó; cấu trúc bên trong của chất phải bị ảnh hưởng rất nhiều đối với các tính chất hóa học được khảo sát. Khi một chất trải qua một phản ứng hóa học, các tính chất sẽ thay đổi mạnh mẽ, dẫn đến sự thay đổi hóa học. Tuy nhiên, một đặc tính xúc tác cũng sẽ là một đặc tính hóa học.
Tính chất hóa học có thể đối lập với tính chất vật lý, có thể nhận biết được mà không làm thay đổi cấu trúc của chất. Tuy nhiên, đối với nhiều thuộc tính trong phạm vi của hóa học vật lý, và các ngành khác ở ranh giới giữa hóa học và vật lý, sự phân biệt có thể là vấn đề của quan điểm của nhà nghiên cứu. Tính chất vật liệu, cả vật lý và hóa học, có thể được xem là siêu tiện lợi; tức là, thứ yếu so với thực tế cơ bản. Nhiều lớp siêu tiện lợi   là có thể.
Các đặc tính hóa học có thể được sử dụng để xây dựng các phân loại hóa học. Chúng cũng có thể hữu ích để xác định một chất chưa biết hoặc để tách hoặc tinh chế nó khỏi các chất khác. Khoa học vật liệu thông thường sẽ xem xét các tính chất hóa học của một chất để định hướng các ứng dụng của nó.